# Sibir Nowosybirsk (piłka nożna)
Sibir Nowosybirsk (ros. Футбольный клуб «Сибирь» Новосибирск, Futbolnyj Kłub „Sibir” Nowosibirsk) – rosyjski klub piłkarski z siedzibą w Nowosybirsku.

## Dotychczasowe nazwy
- 1936–1937: Buriewiestnik Nowosybirsk (ros. «Буревестник» Новосибирск)
- 1938–1956: Krylja Sowietow Nowosybirsk (ros. «Крылья Советов» Новосибирск)
- 1957–1965: Sibsielmasz Nowosybirsk (ros. «Сибсельмаш» Новосибирск)
- 1970: SETM Nowosybirsk (ros. СЭТМ Новосибирск)
- 1971: Dzierżyniec Nowosybirsk (ros. «Дзержинец» Новосибирск)
- 1972–1991: Czkałowiec Nowosybirsk (ros. «Чкаловец» Новосибирск)
- 1992: Czkałowiec-FoKuMiS Nowosybirsk (ros. «Чкаловец-ФоКуМиС» Новосибирск)
- 1993–1999: Czkałowiec Nowosybirsk (ros. «Чкаловец» Новосибирск)
- 2000–2005: Czkałowiec-1936 Nowosybirsk (ros. «Чкаловец-1936» Новосибирск)
- Od 2006: Sibir Nowosybirsk (ros. «Сибирь» Новосибирск)

## Historia
Piłkarska drużyna Buriewiestnik została założona w 1936 w Nowosybirsku, a w 1937 debiutowała w Grupie D Mistrzostw ZSRR.
W 1946 drużyna Krylja Sowietow Nowosybirsk startowała w Trzeciej Grupie Mistrzostw ZSRR, a w turnieju finałowym zdobyła awans do Drugiej Grupy. Jednak nie utrzymała się w drugiej grupie i później występowała w rozgrywkach amatorskich.
Od 1969 już jako Sibsielmasz Nowosybirsk występowała w Drugiej Lidze Mistrzostw ZSRR, z wyjątkiem sezonu 1970, kiedy to spadła do niższej ligi. Od 1972 klub nazywał się Czkałowiec Nowosybirsk. Po sezonie 1984 klub został wykluczony z rozgrywek za „niskie sportowe wyniki”. Ale od 1987 do 1989 ponownie występował w Drugiej Lidze.
W 1990 i 1991 występował w Drugiej Niższej Lidze.
W Mistrzostwach Rosji klub startował w Pierwszej Lidze, w której występował do 1996, z wyjątkiem sezonu 1994, kiedy to spadł na rok do niższej ligi.
W latach 1997–2004 klub występował w Drugiej Dywizji, z wyjątkiem sezonu 2000, kiedy to zaliczył występ w Amatorskiej Lidze.
Od 2005 roku klub występuje w Pierwszej Dywizji. W 2006 klub zmienił nazwę na Sibir Nowosybirsk.

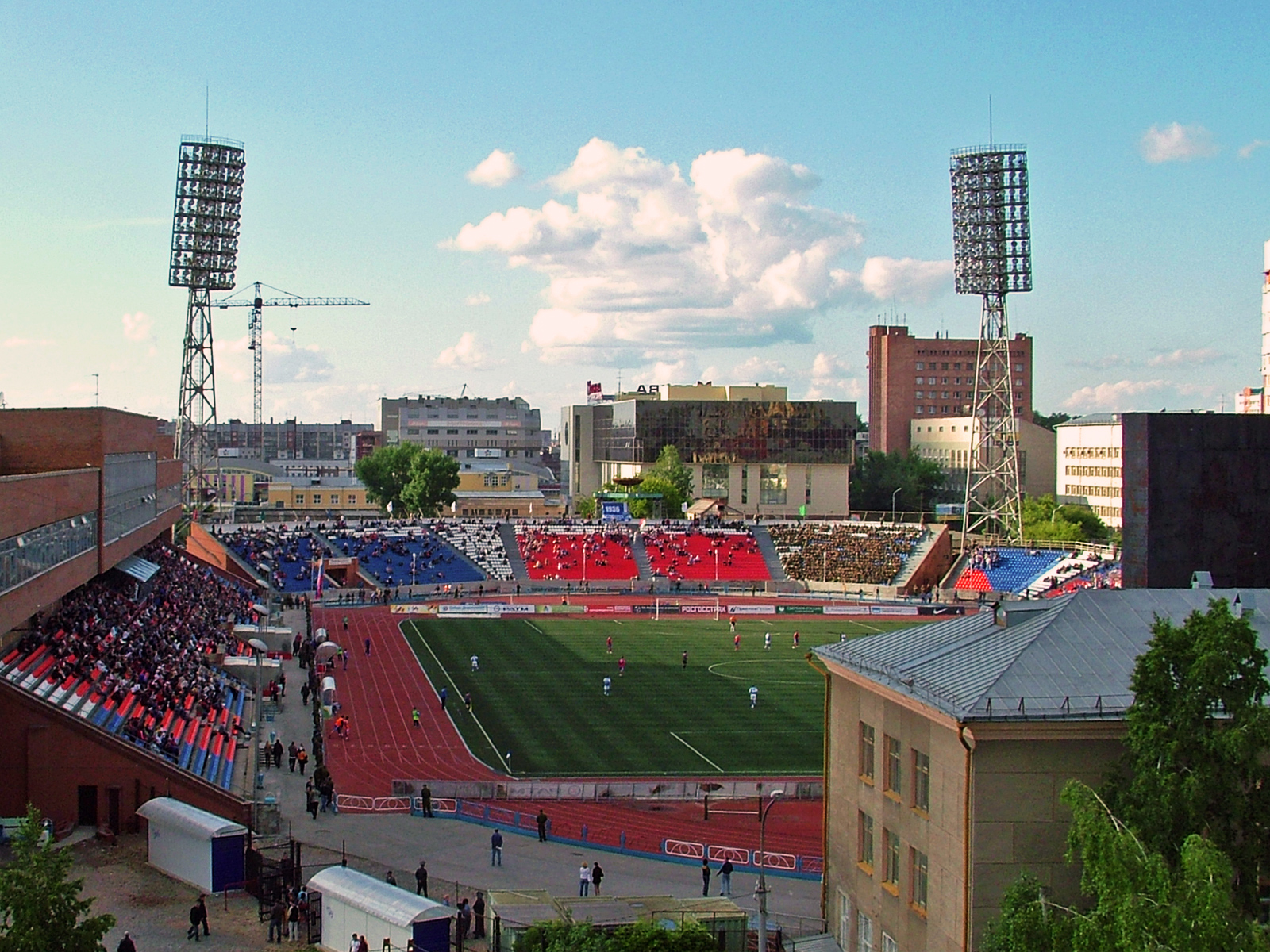
Stadion Spartak (czerwiec 2008)

## Sukcesy
- 1947 – 10 miejsce w Drugiej Grupie ZSRR
- 2007 – 3 miejsce w Rosyjskiej Pierwszej Dywizji
- 2009 – 1/4 finału w Pucharze Rosji
- 2009 – 2 miejsce w rosyjskiej II lidze i awans do Ekstraklasy
- 2010 – finał Pucharu Rosji

## Zawodnicy
Od 21 marca do 11 października 2013 trenerem Sibiru był Dariusz Kubicki, który w latach 2011–2012 był tu asystentem trenera. Obowiązki trenera przejął Siergiej Kirsanow.
Barwy Sibiru reprezentowało też dwóch Polaków: Wojciech Kowalewski (w latach 2010–2011) i Bartłomiej Grzelak (2010). Od czerwca 2013 z zespołem trenuje Patryk Kubicki (syn Dariusza Kubickiego), niegdyś piłkarz Znicza Pruszków, który podpisał z Sibirem Nowosybirsk roczny kontrakt z możliwością przedłużenia o kolejny sezon.

## Aktualna kadra
| Nr | Poz. | Piłkarz               |
| -- | ---- | --------------------- |
| 1  | BR   | Nenad Erić            |
| 2  | OB   | Nikołaj Samojłow      |
| 3  | OB   | Dmitrij Mołosz        |
| 4  | OB   | Tomáš Vychodil        |
| 5  | PO   | Kiriłł Akiłow         |
| 7  | PO   | Mantas Savėnas        |
| 8  | PO   | Aleksandr Makarenko   |
| 9  | PO   | Aleksandr Diegtiariow |
| 10 | NA   | Goran Stankowski      |
| 11 | PO   | Dienis Łaktionow      |
| 14 | OB   | Siemion Siemienienko  |
| 15 | PO   | Nikołaj Lipatkin      |
| 17 | OB   | Dienis Buchriakow     |
| 18 | OB   | Kiriłł Orłow          |
| 20 | PO   | Aleksandr Szulenin    |

| Nr | Poz. | Piłkarz             |
| -- | ---- | ------------------- |
| 22 | BR   | Siergiej Czepczugow |
| 23 | PO   | Leonid Zujew        |
| 27 | PO   | Aleksiej Arawin     |
| 29 | PO   | Artiom Kabanow      |
| 31 | PO   | Aleksandr Miniejew  |
| 38 | PO   | Eduard Krug         |
| 40 | BR   | Petr Vašek          |
| 52 | PO   | Jewgienij Zinowjew  |
| 54 | PO   | Aleksiej Wasiljew   |
| 61 | OB   | Roman Amirchanow    |
| 65 | BR   | Aleksandr Dowbnia   |
| 70 | OB   | Martin Horák        |
| 79 | NA   | Siergiej Szumilin   |
| 99 | NA   | Giennadij Blizniuk  |

(Opracowano na podstawie materiału źródłowego:)

## Europejskie puchary
Legenda do wszystkich tabel:
- Q – runda eliminacyjna, 1/16, 1/8, 1/4, 1/2 – odpowiednia faza rozgrywek, Grupa – runda grupowa, 1r gr – pierwsza runda grupowa, 2r gr – druga runda grupowa, F – finał, R – runda, PO – play-off
- k. – rzuty karne, los. – losowanie, Dogr. – dogrywka, w. – zasada bramek strzelonych na wyjeździe

| Sezon   | Rozgrywki   | Runda | Przeciwnik       | Dom | Wyjazd | Ogólnie |
| ------- | ----------- | ----- | ---------------- | --- | ------ | ------- |
| 2010/11 | Liga Europy | 3Q    | Apollon Limassol | 1–0 | 1–2    | 2–2, w. |
| 2010/11 | Liga Europy | PO    | PSV Eindhoven    | 1–0 | 0–5    | 1–5     |